# Doryfera
A Doryfera a madarak osztályának sarlósfecske-alakúak (Apodiformes) rendjébe és a kolibrifélék (Trochilidae) családjába tartozó nem. Az alcsaládi besorolása bizonytalan, egyes szervezetek a remetekolibri-formák (Phaethornithinae) alcsaládjába sorolják ezt a nemet.

## Rendszerezésük
A nemet John Gould angol ornitológus írta le 1847-ben, jelenleg az alábbi két faj tartozik ide:
- kékarcú dárdacsőrűkolibri (Doryfera johannae)
- zöldarcú dárdacsőrűkolibri (Doryfera ludovicae)

## Előfordulásuk
Közép-Amerikában és Dél-Amerika északnyugati részén honosak.

## Megjelenésük
Átlagos testhosszuk 11 centiméter.